# Мойри
Мо́йри (грец. Μοῖραι, латинізований запис Moirai; від moira — «частка», «доля») — у давньогрецькій міфології — богині долі і призначення людей та богів. Дочки богині ночі Нікс (за іншою версією — Зевса й Феміди, за Платоном — дочки божества неминучості Ананке): Клото, Лахесіс, Атропа (Атропос). Римляни звали мойр парками. У сучасній мові слово «мойра» («парка») також уживається як синонім слова доля.

## Мойри в міфології
Мойри були трьома сестрами, охоронницями ладу у всесвіті та в стосунках між людьми. Зображували мойр статечними жінками з кужелем, терезами, ножицями або сувоєм папірусу, на якому записані слова долі. Клото наосліп брала жереб, визначаючи ще до народження людини якою буде її доля. Вона ж подавала пряжу, в якій містилися всі події життя. Лахесіс згідно з жеребом робила нитку гладкою чи грубою, відповідно життя людини ставало щасливим чи нещасливим, людина легко жила свій вік або повсюди зазнавала нещасть. Антропа записувала все життя на сувій і перерізала нитку, в цю мить життя людини обривалося. Навіть боги не могли урятувати від смерті, якщо це суперечить долі, і сам Зевс мав у мойр свою нитку.
Проте за деякими згадками молоді боги вважали, що мойри не всесильні, а Аполлон навіть зумів напоїти їх до безтями, щоб врятувати свого друга Адмета від смерті.
За Гесіодом їх було три дочки Нікс (Ночі). Перша, в образі жінки, що пряде і уособлює собою неухильну і спокійну дію долі, друга — її випадковості, третя — невідворотність її рішень.
За іншою поширеною версією (пізньої транскрипції Гесіода) вони дочки Зевса і Феміди, сестри Гір. За орфіками та Платоном — дочки Ананке, є також версія, що вони дочки Кроноса.
Платон уявляв мойр як сили вищого світового порядку: вони сиділи на небі на троні, в білому вбранні, з вінками на головах і пряли під звуки гармонії сфер. Від них залежало людське життя: їх прикликали, коли народжувалася дитина, молоді приносили їм жертви в день шлюбу, а вершники складали їм обітниці перед змаганнями.

## Культ мойр

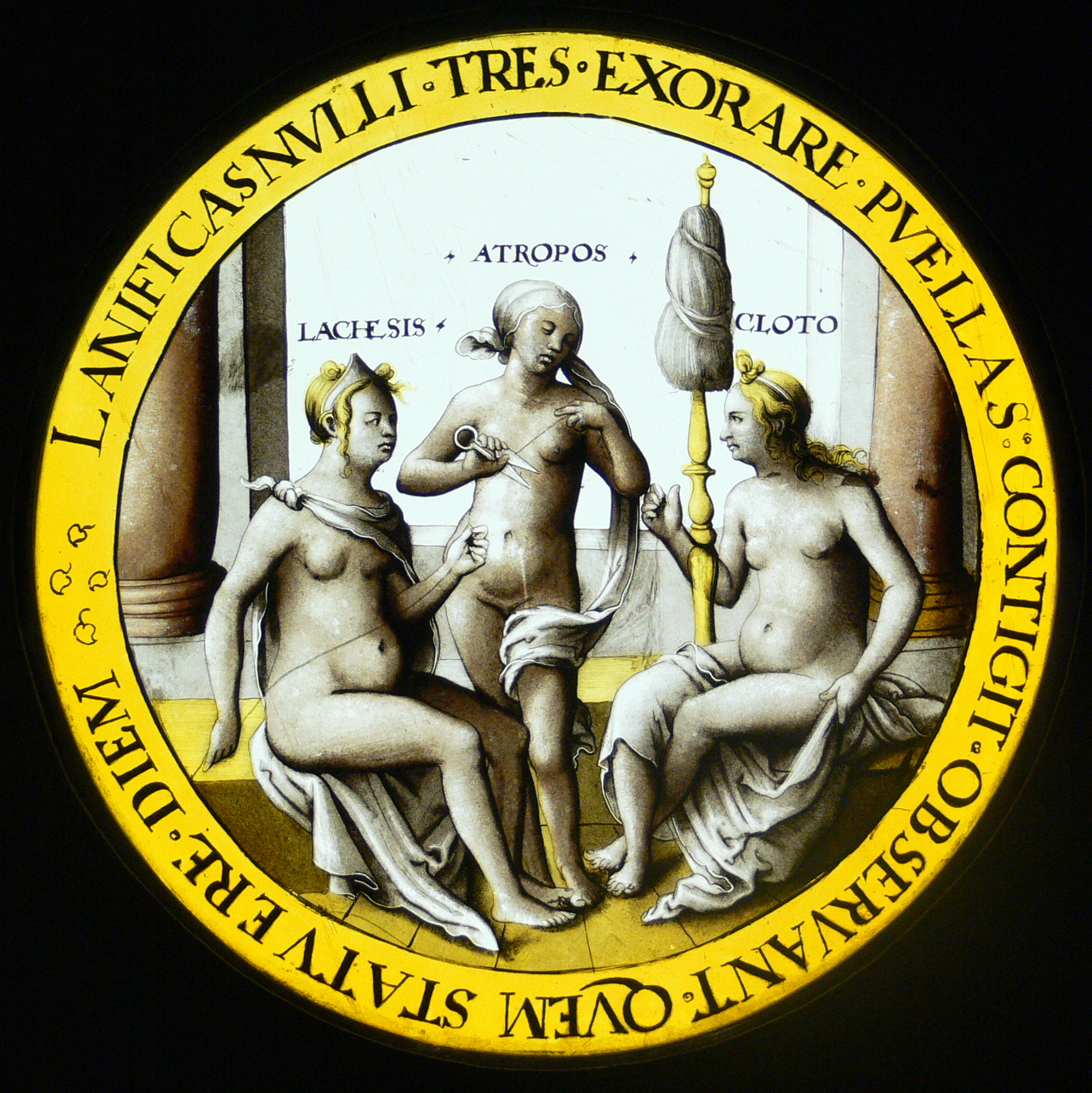
Мойри ткуть нитку долі

У архаїці ім'ям мойр позначався вищий закон природи, боги ж були його виконавцями; поряд зі старогрецьким виразом Διός αἶσα, «божественне приречення», часто зустрічається вислів μοῖρα θέων. На основі цього виник окремий від інших божеств культ мойр.
У Дельфах вірили, що Зевс відміряє вік людини, тому там він замінив Лахесіс. Олексій Лосєв вказує, що в епоху еллінізму з мойрами також конкурує богиня випадку Тіхе, що характеризує нестійкість і мінливість життя.
Народження і смерть стояли під особливим заступництвом мойр. Вони визначали строк життя людини і момент її смерті, пильнували, щоб вона не прожила довше відведеного строку. Тому нерідко Клото зображувалася юною дівчиною, як мойра минулого, Лахесіс зрілою жінкою, як мойра теперішнього, а Антропа старою, оскільки визначала майбутнє людини — її смерть.
Як дочки Ночі, мойри — сестри і союзниці Ериній, вважалися не тільки силами мороку, а й невблаганними духами помсти і кари і звідси — смерті. Уявляючись як дочки Феміди, мойри виступають богинями закономірності і порядку. Їх батько Зевс, верховний улаштовувач порядку, що спочиває на його законах (грец. Θέμιστες), називається Мойрагетом (дав.-гр. Μοιραγέτης, водій Мойр), цей епітет носив і Аполлон, як провісник розпоряджень Зевса.
Мойрам молились в дні весіль. Храм мойр стояв у Коринфі.

## Мойри в мистецтві

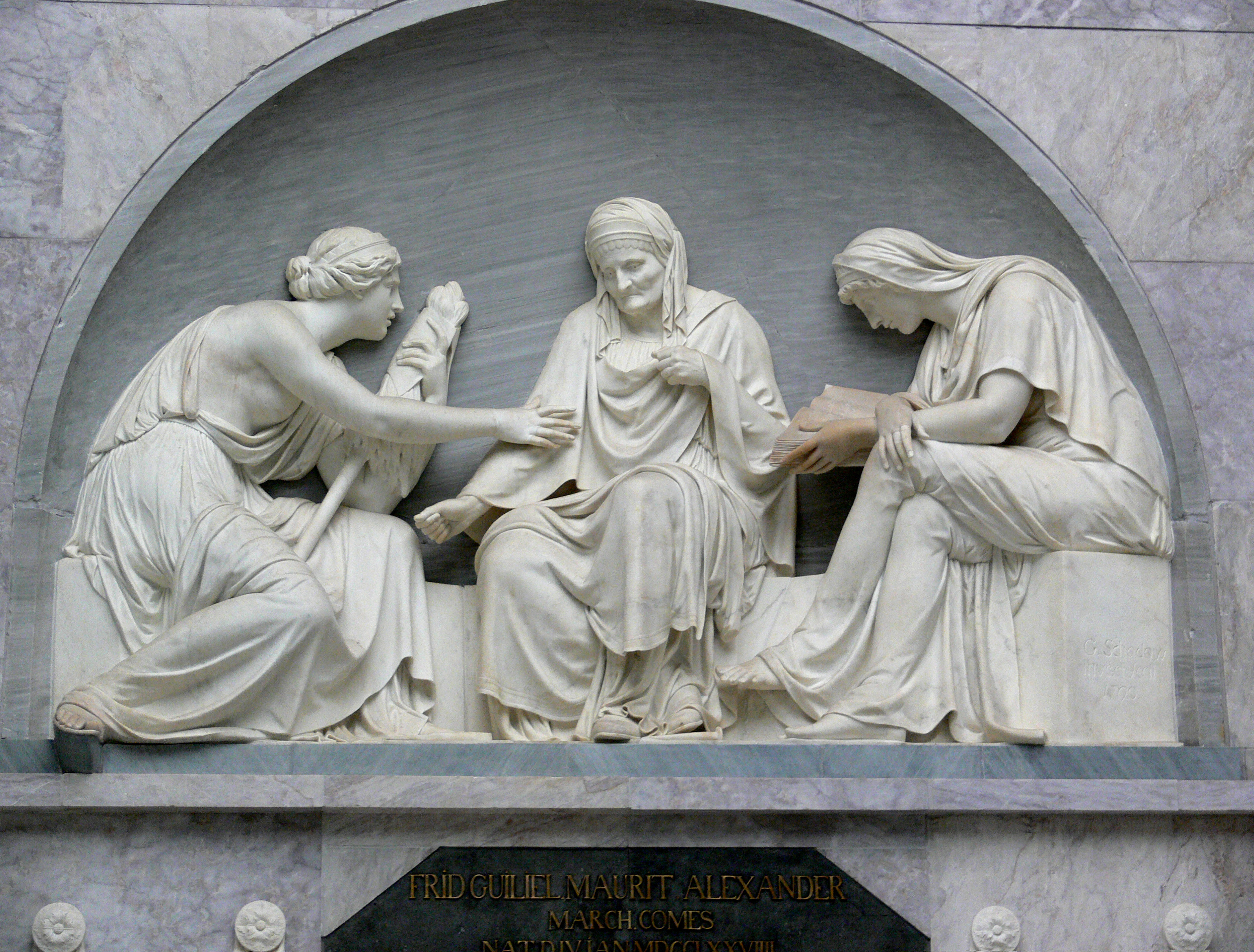
Мойри прядуть нитку життя. Барельєф Йоганна Готтфріда Шадова

Мойрам присвячений LIX орфічний гімн. Ахей Еретрійський був автором трагедії «Мойри».
В античному мистецтві мойри зображувалися рідко і по-різному. На грецькій вазі Франсуа в зображенні ходи богів на шлюб Пелея і Фетіди чотири мойри поміщені біля колісниці Гермеса і Маї, по зовнішності вони нічим не відрізняються від Муз, Гір і Харитина. Решта художніх зображень належить до римської імператорської епохи, коли були створені і поширені атрибути мойр — прядка, сувій, ваги. Зображувалися вони зазвичай молодими, але іноді виводилися і в образі старих жінок.
У німецькому словнику античності наголошується, що в постантичному періоді в літературі та мистецтві, мойри переважно іменувалися по-давньоримськи, тобто парками.
Гете у «Фаусті» помилково наділив Атропу функціями Клото, і навпаки.
Герой книг Рафаеля Сабатіні піратський капітан Блад з іронією назвав свої кораблі Клото, Лахезіс і Атропос в знак того, що вони будуть вершителями доль мореплавців, що зустрілися на їхньому шляху.
Згадує їх Аріосто у поемі «Несамовитий Роланд» (пісні 34-35).
У романі Стівена Кінга «Безсоння» іменами мойр називаються «маленькі лисі лікарі» — істоти, відповідальні за долю людини.

## В астрономії
- На честь Клото названий астероїд (97) Клото, відкритий в 1868 році
- На честь Лахесіс названий астероїд (120) Лахесіс, відкритий в 1872 році
- На честь Атропос названий астероїд (273) Атропос, відкритий в 1888 році
- На честь мойр названий астероїд (638) Мойра, відкритий в 1907 році